# 山本健太 (アナウンサー)
山本 健太（やまもと けんた、1989年〈平成元年〉6月19日 - ）は、日本テレビのアナウンサー。

## 来歴
同志社大学大学院理工学研究科修了後の2014年4月に、アナウンサーとして日本テレビ入社。同期は、岩本乃蒼、畑下由佳、山﨑誠。入社後は、主にスポーツ中継や情報番組を担当。2019年1月15日に、担当番組の『Oha!4 NEWS LIVE』で、4歳年上の女性との結婚を発表した。 その後、第1子の男児が誕生した。また、2021年夏季開催の2020東京オリンピックでは、テレビ中継の実況要員としてジャパンコンソーシアム（JC）に派遣。JCにアナウンサーを派遣しない在阪局（関西テレビ）にスポーツアナウンサーとして入社した浩之が在籍中に成し遂げられなかったオリンピック中継での実況に至っている。
2022年7月5日、第2子の男児が誕生した事を発表した。

## 人物
奈良県奈良市の出身で、山本浩之（関西テレビ出身のフリーアナウンサー）の長男。実弟（三男）の山本大貴も、アナウンサーとして2020年度から関西テレビへ入社している。
好きな言葉は『結果が全てではないが、結果が一番大事』。学生時代はバスケットボールのクラブチームに所属しており、奈良市立一条高等学校時代には全国大会に出場している。CHK京都アナウンススクールに通っていた。

## 出演番組
太字は現在出演中。
- スポーツ中継
  - 2017年からは、新春スポーツスペシャル箱根駅伝で中継所からのリポートを担当中。
- ZIP!
  - 月・火曜フィールドキャスター（2014年10月6日 - 2016年3月22日）
  - 山﨑誠の代理（2015年3月27日・4月24日・7月24日、2016年4月15日・22日、2022年11月21日・22日）
  - 安藤翔の代理（2015年7月15日）
  - 平松修造の代理（2015年10月23日）
  - 水曜フィールドキャスター（2016年3月30日 - 9月28日）
  - 山本紘之の代理（2023年9月18日・19日）[9]
- NNNニュース・サンデー（2016年4月10日 - :不定期）
- Oha!4 NEWS LIVE - キャスター
  - 木曜担当（2016年10月6日 - 2018年9月27日）
  - 安村直樹の代理（2016年11月18日、2017年8月11日、2018年1月26日・6月22日）
  - 安藤翔の代理（2017年1月18日・3月22日・6月14日・8月23日・9月6日、2018年2月6日・13日・20日、2019年1月14日・7月22日）
  - 佐藤義朗の代理（2017年2月7日）
  - 辻岡義堂の代理（2017年7月10日、2018年7月2日・8月13日）
  - 川畑一志の代理（2017年10月11日、2018年6月27日・8月22日）
  - 火曜担当（2018年10月2日 - 2019年9月24日）
  - 金曜担当（2019年10月4日 - 2020年9月18日）
  - 山﨑誠の代理（2019年12月26日、2020年1月30日）
  - 月曜担当[10]（2020年9月28日 - 2021年3月22日）
  - 中野謙吾の代理（2023年2月8日）
- news every.
  - 山﨑誠の代理（2018年2月7日 - 9日・14日 - 16日・21日 - 23日）
  - 伊藤遼の代理（2021年8月16日 - 18日）
- NNNストレイトニュース
  - 矢島学の代理（2018年3月26日 - 28日）
  - 藤田大介の代理（2020年9月9日・10日、2021年11月17日・18日）
  - 安藤翔の代理（2022年11月18日）
- スッキリ（2018年7月25日、2019年3月26日・8月9日、2020年2月17日・18日）- 森圭介の代理
- 皇室日記（2018年10月7日 - 2021年3月）- アシスタント
- news every.サタデー（2021年4月3日 - 2023年3月25日）- メインキャスター[11]
- Going!Sports&News
  - 畑下由佳（ニュースコーナー）の代理（2022年11月26日、2023年2月18日）
  - 大町怜央の代理（2023年11月5日）
- news zero（2023年1月10日・17日・2月17日）- 安村直樹の代理
- 日テレNEWS24（不定期）